# Berberis tischleri
Berberis tischleri är en berberisväxtart som beskrevs av Camillo Karl Schneider. Berberis tischleri ingår i släktet berberisar, och familjen berberisväxter. Inga underarter finns listade i Catalogue of Life.